# The Cosmic Game
Cosmic Game è il quarto album discografico dei Thievery Corporation, pubblicato nel 2005.

## Tracce
1. Marching the Hate Machines (Into the Sun) – 4:01 – feat. Wayne Coyne dei The Flaming Lips
2. Warning Shots – 5:02 – feat. Sleepy Wonder e Gunjan
3. Revolution Solution – 3:41 – feat. Perry Farrell
4. The Cosmic Game – 2:19
5. Satyam Shivam Sundaram – 4:07 – feat. Gunjan
6. Amerimacka – 5:41 – feat. Notch
7. Ambicion Eterna – 3:43 – feat. Verny Varela
8. Pela Janela – 3:41 – feat. Gigi Rezende
9. Sol Tapado – 3:57 – feat. Patrick de Santos
10. The Heart's a Lonely Hunter – 4:03 – feat. David Byrne
11. Holographic Universe – 3:42
12. Doors of Perception – 3:16 – feat. Gunjan
13. Wires and Watchtowers – 4:19 – feat. Sista Pat
14. The Supreme Illusion – 4:10 – feat. Gunjan
15. The Time We Lost Our Way – 4:11 – feat. Loulou
16. A Gentle Dissolve – 2:49